# John Matkin
John Matkin (San Diego, 20 aprile 1986) è un calciatore statunitense, centrocampista svincolato della nazionale guamana.

## Carriera

### Club
Ha giocato tra la massima serie e la seconda divisione indiana e nella massima serie armena.

### Nazionale
Nel 2013 ha esordito in nazionale.

## Statistiche

### Cronologia presenze e reti in nazionale
| Cronologia completa delle presenze e delle reti in nazionale ― Guam | Cronologia completa delle presenze e delle reti in nazionale ― Guam | Cronologia completa delle presenze e delle reti in nazionale ― Guam | Cronologia completa delle presenze e delle reti in nazionale ― Guam | Cronologia completa delle presenze e delle reti in nazionale ― Guam | Cronologia completa delle presenze e delle reti in nazionale ― Guam | Cronologia completa delle presenze e delle reti in nazionale ― Guam | Cronologia completa delle presenze e delle reti in nazionale ― Guam |
| Data                                                                | Città                                                               | In casa                                                             | Risultato                                                           | Ospiti                                                              | Competizione                                                        | Reti                                                                | Note                                                                |
| ------------------------------------------------------------------- | ------------------------------------------------------------------- | ------------------------------------------------------------------- | ------------------------------------------------------------------- | ------------------------------------------------------------------- | ------------------------------------------------------------------- | ------------------------------------------------------------------- | ------------------------------------------------------------------- |
| 10-10-2019                                                          | Canton                                                              | Cina                                                                | 7 – 0                                                               | Guam                                                                | Qual. Mondiali 2022                                                 | -                                                                   | 64’                                                                 |
| 15-10-2019                                                          | Dubai                                                               | Siria                                                               | 4 – 0                                                               | Guam                                                                | Qual. Mondiali 2022                                                 | -                                                                   | 58’                                                                 |
| 19-11-2019                                                          | Male                                                                | Maldive                                                             | 3 – 1                                                               | Guam                                                                | Qual. Mondiali 2022                                                 | 1                                                                   |                                                                     |
| Totale                                                              |                                                                     | Presenze                                                            | 3                                                                   |                                                                     | Reti                                                                | 1                                                                   |                                                                     |